# Daonara
Daonara is een dorp in het district North-West in Botswana. De plaats telt 35 inwoners (2011).